# Cattleya mantiqueirae
Cattleya mantiqueirae är en orkidéart som först beskrevs av Jack Archie Fowlie, och fick sitt nu gällande namn av Van den Berg. Cattleya mantiqueirae ingår i släktet Cattleya och familjen orkidéer. Inga underarter finns listade i Catalogue of Life.

## Bildgalleri

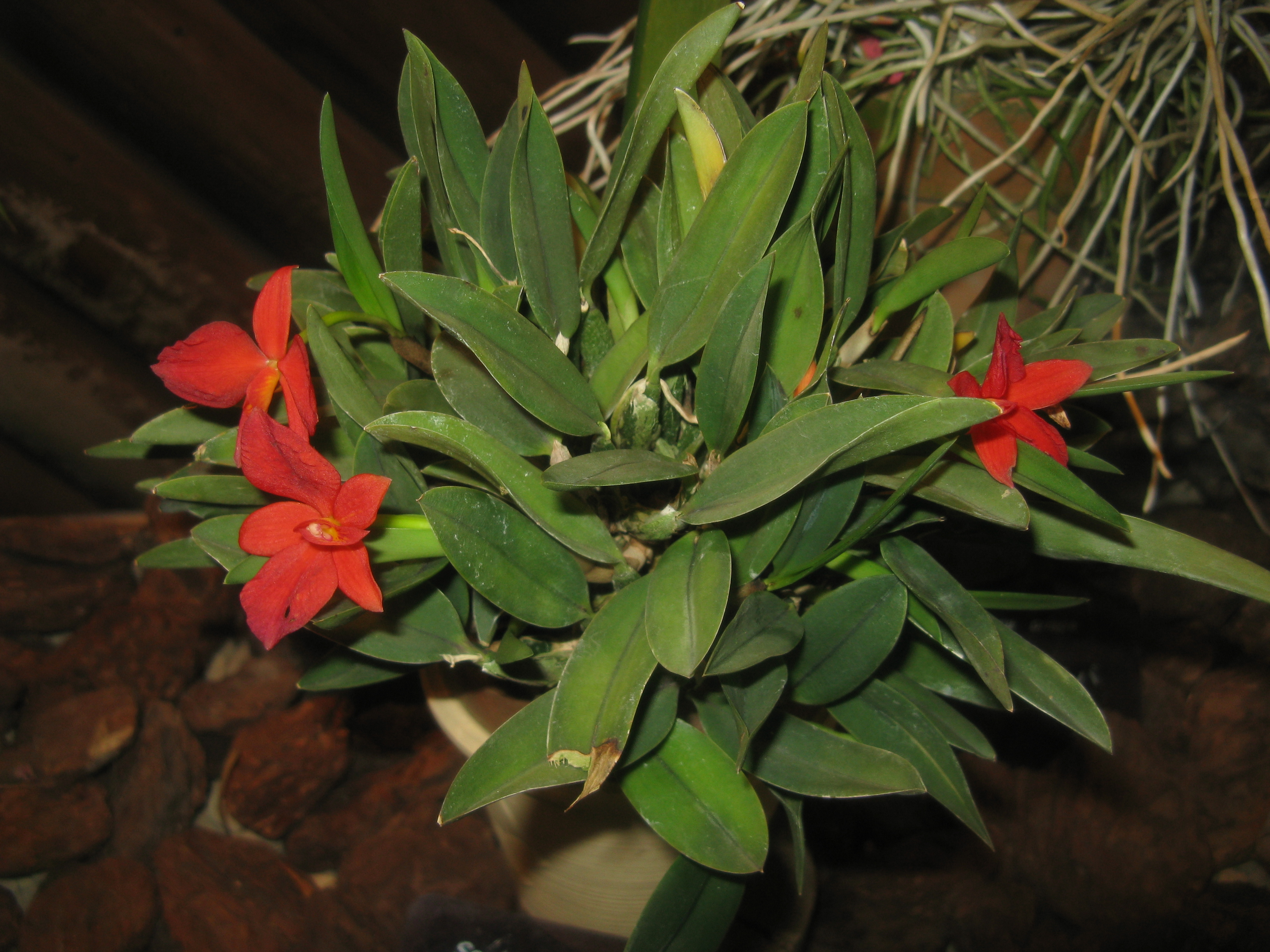